# London Prize Ring Rules
Als London Prize Ring Rules bezeichnet man die Regeln des bare-knuckle-Boxens, insbesondere ab 1838.
Als Grundgerüst dienten die Broughton Rules von Jack Broughton von 1743, die auch schon mitunter als London Prize Ring Rules (i. w. S.) bezeichnet wurden.
Im 19. Jahrhundert kamen zwei Verbesserungen der Londoner Pugilistic Society auf den Markt, die „Revised London Prize Ring Rules“ (i. e. S.), die jetzt nur noch so genannt wurden.
Es gab zwei Veränderungen in den Jahren 1839 und 1853. Unter den Revised Rules wurden die Kämpfe in einem Ring, der durch Seile begrenzt war, durchgeführt (24 Fuß =7,30 Meter Länge). Weiterhin war eine Runde nur vorbei, wenn ein Boxer am Boden war. Die Kämpfer mussten selbständig zur Scratchline in der Ringmitte kommen; die Sekundanten durften nicht helfen. Die Boxer konnten sich auf ein Unentschieden einigen, Punktsiege gab es nicht.
Ringen oberhalb der Gürtellinie blieb erlaubt. Abgelöst wurden sie gegen Ende des 19. Jahrhunderts von den Queensberry-Regeln.